# Need for Speed: Nitro
Need for Speed: Nitro é um jogo de corrida, lançado em 2009, junto ao Need for Speed: Shift e Need for Speed: World Online, desenvolvido pela EA Montreal e publicado pela Eletronic Arts.
É exclusivo para o Nintendo Wii e para o Nintendo DS.
É muito semelhante, comparado aos outros jogos da série, retratando uma série de corridas ilegais, com perseguições policiais, numa cidade grande.
Mas ele é diferente dos outros jogos da série, porque seus carros usam um Nitro mais eficiente, e o jogo possui elementos que fogem muito da realidade, como, jogabilidade alterada e "Power-ups" (ícones no cenário da corrida que possuem muitas formas e são, por exemplo, reparo para o seu carro), ao estilo Hot Wheels.

## Lista de carros
Os carros que aparecem no jogo são:
- Audi R8
- Chevrolet Camaro SS
- Chevrolet Corvette ZR1
- Dodge Challenger SRT8
- Dodge Charger R/T
- Ford Escort RS Cosworth
- Ford Explorer Sport Trac
- Ford GT
- Ford Mustang GT500
- Hummer H2
- Lamborghini Gallardo
- Lamborghini Reventón
- Mitsubishi Lancer Evolution IX
- Nissan 370Z
- Nissan Skyline GT-R R35 V-Spec
- Nissan Skyline GT-R R34 V-Spec
- Pagani Zonda
- Porsche 911
- Porsche Cayenne
- Porsche Cayman S
- Renault 4
- Toyota Corolla GT-S (A386)
- Volkswagen Beetle
- Volkswagen Microbus T1